# Mord (Österreich)
Mord bezeichnet im österreichischen Strafrecht den Grundtatbestand der Tötungsdelikte. Mord ist eine Vorsatz-Straftat und ein
Verbrechen, das mit einer Freiheitsstrafe von zehn bis zu zwanzig Jahren oder lebenslanger Freiheitsstrafe bedroht ist.
2022 gab es in Österreich 71 angezeigte Morddelikte. 54 Prozent der Opfer (39 von 71) waren weiblich. Das bedeutet im Vergleich zum Vorjahr (2021) einen Anstieg bei den männlichen Opfern um 83,3 Prozent, bei den weiblichen Opfern um 8,3 Prozent. Im Vergleich: 2021 wurden 18 männliche und 36 weibliche Personen getötet.

## Gesetzeswortlaut
§ 75 des österreichischen Strafgesetzbuches (StGB) lautet:

## Systematik
Mord ist nach österreichischem StGB das Grunddelikt der vorsätzlichen Tötung und das schwerwiegendste Tötungsdelikt überhaupt. Andere Delikte der vorsätzlichen Tötung werden milder bestraft (§ 76 bis § 79 StGB). Da das österreichische StGB keine qualifizierten Tatbestände der vorsätzlichen Tötung enthält und auch anders als etwa in Deutschland oder der Schweiz keine bestimmten verwerflichen Motive wie z. B. Mordlust oder Heimtücke für die Erfüllung des Tatbestandes erforderlich sind, ist der Strafrahmen bei Mord relativ groß; damit soll dem Gericht die Möglichkeit gegeben werden, nach den Erfordernissen des Einzelfalles eine schuld-, tat- und täterangemessene Strafe zu verhängen. Der Strafrahmen beträgt zehn bis zwanzig Jahre oder lebenslange Freiheitsstrafe. Er kann durch „außerordentliche Strafmilderung“ (§ 41 StGB) bei Überwiegen der Milderungsgründe bis auf ein Jahr Freiheitsstrafe abgesenkt werden. Diese weite Möglichkeit richterlicher Strafmilderung ist eine Besonderheit des österreichischen Rechts.
Mord ist nach österreichischem Recht jede vorsätzliche Tötung, die nicht unter einen anderen Tatbestand fällt oder von einem Rechtfertigungsgrund (z. B. Notwehr) umfasst ist. 
Dies ergibt sich daraus, dass § 7 Abs. 1 des Strafgesetzbuches bestimmt, dass grundsätzlich nur vorsätzliches Handeln strafbar ist, wenn das Gesetz nichts anderes bestimmt, und aus der Existenz eines eigenen Tatbestands zur fahrlässigen Tötung. Der Täter muss es nach der Vorsatzdefinition des StGB (§ 5 Abs. 1 Satz 2 StGB) zumindest ernstlich für möglich halten und sich damit abfinden, dass seine Handlung (bzw. unter weiteren Voraussetzungen auch sein Unterlassen) zum Tod eines Menschen führt (bedingter Vorsatz).
Als Vorsatzdelikt kann Mord nach österreichischem Recht auch versucht (§ 15 StGB) werden, als Erfolgsdelikt kann Mord durch Unterlassung (§ 2 StGB) begangen werden, wobei eine Beteiligung (§ 12 StGB) daran möglich ist.
Über dieses Delikt ist bei Erwachsenen ausschließlich im Geschworenenverfahren zu entscheiden, bei Jugendlichen (14 bis 18 Jahren) – wenn sie zur Zeit der Begehung unter 16 Jahren alt waren – im Schöffenverfahren. Somit entscheiden im ersten Fall acht – rechtsunkundige – Geschworene allein über die Schuld des Täters, im Fall eines Schuldspruchs entscheiden diese gemeinsam mit drei Berufsrichtern über die zu verhängende Strafe. Im Schöffenverfahren entscheiden ein Berufsrichter und zwei – rechtsunkundige – Laienrichter gemeinsam über Schuld und Strafe. Der Mord ist wie in Deutschland unverjährbar. Allerdings ist nach Ablauf von 20 Jahren die Verhängung der lebenslangen Freiheitsstrafe ausgeschlossen. An deren Stelle tritt eine Freiheitsstrafe von zehn bis 20 Jahren (§ 57 Abs. 1 StGB).